# Kinpatsu no Jeanie (1979)
Kinpatsu no Jeanie foi uma série de animação japonesa de 1979, cuja ação decorre durante a Guerra de Secessão norte-americana. A história gira à volta da personagem "Jeanie", filha de um fazendeiro sulista mas cujo noivo se alista no exército nortista.
Com o nome de "Jennie dos Cabelos Dourados", passou em Portugal no principio dos anos 80, na RTP.
A série foi inspirada (e teve como banda sonora) na canção "I Dream of Jeanie with the Light Brown Hair", de Stephen Foster.